# Parahathlia rotundipennis
Parahathlia rotundipennis är en skalbaggsart som beskrevs av Stefan von Breuning 1961. Parahathlia rotundipennis ingår i släktet Parahathlia och familjen långhorningar. Inga underarter finns listade i Catalogue of Life.